# Overprotected
Overprotected (engl. für: „Übermäßig behütet“) ist ein Dance-Pop-Lied der US-amerikanischen Pop-Sängerin Britney Spears aus ihrem dritten Studioalbum Britney. In Großbritannien wurde der Song durch Jive Records als zweite, in den USA als dritte Singleauskopplung aus dem Album veröffentlicht. Im deutschsprachigen Raum erschien Overprotected nicht als offizielle Single.

## Produktion
Overprotected wurde von Max Martin und Rami Yacoup geschrieben und produziert. Der Darkchild Remix des Liedes wurde jedoch von Rodney Jerkins produziert. In Europa wurde die ursprüngliche Fassung veröffentlicht, in Nordamerika der Darkchild Remix. Dazu wurden zwei verschiedene Musikvideos produziert. Spears sagte über den Song: 

„Dies ist ein Lied, das ich auf mich selbst beziehen kann. Auch bei mir gibt es Momente, an denen ich mich überbehütet fühle. Wenn ich ausgehen will, muss alles im Voraus organisiert werden. Ich denke, dass andere Jugendliche in meinem Alter sich zu einem gewissen Grad auf den Inhalt des Liedes beziehen können.“

Im Jahr 2003 wurde Overprotected bei den Grammy Awards  in der Kategorie „Best Female Pop Vocal Performance“ nominiert.

## Kommerzieller Erfolg

### Chartplatzierungen
Der Darkchild Remix erreichte in den Billboard Hot 100 seine Höchstposition auf Platz 86. Die Single wurde ein Erfolg in Chile, Argentinien und Mexiko.
Die Originalversion des Songs platzierte sich in mehreren europäischen Ländern in den Top 10, unter anderem in Belgien, Finnland, Schweden, Norwegen, Irland und Großbritannien.
| ChartsChartplatzierungen       | Höchstplatzierung | Wochen |
| ------------------------------ | ----------------- | ------ |
| Vereinigte Staaten (Billboard) | 86 (2 Wo.)        | 2      |
| Vereinigtes Königreich (OCC)   | 4 (12 Wo.)        | 12     |

### Auszeichnungen für Musikverkäufe
| Land/Region                  | Auszeichnungen für Musikverkäufe (Land/Region, Auszeichnung, Verkäufe) | Verkäufe  |
| ---------------------------- | ---------------------------------------------------------------------- | --------- |
| Australien (ARIA)            | Gold                                                                   | 35.000    |
| Frankreich (SNEP)            | Gold                                                                   | 250.000   |
| Schweden (IFPI)              | Gold                                                                   | 15.000    |
| Vereinigte Staaten (RIAA)    | Gold                                                                   | 500.000   |
| Vereinigtes Königreich (BPI) | Silber                                                                 | 200.000   |
| Insgesamt                    | 1× Silber · 4× Gold ·                                                  | 1.000.000 |

Hauptartikel: Britney Spears/Auszeichnungen für Musikverkäufe